# Аддисон, Джозеф
Джо́зеф А́ддисон (англ. Joseph Addison; 1 мая 1672 — 17 июня 1719) — публицист, драматург, эстетик, политик и поэт, который стоял у истоков английского Просвещения (вероятно даже, его центральная фигура). Аддисон оспаривает у Ричарда Стила и Даниэля Дефо звание первого журналиста в истории Европы. Помимо журнальных статей и политических стихов, его перу принадлежит популярная в XVIII веке трагедия «Катон» (1713).

## Молодые годы
Отличие Аддисона от других литераторов начала XVIII века состояло в том, что он принадлежал к элите английского общества не только по дарованию, но и по рождению и воспитанию. Его отец Ланселот Аддисон — настоятель соборов в Личфильде и Ковентри. В школе Аддисон близко сошёлся со сверстником, Ричардом Стилом, который станет его соавтором на протяжении большей части жизни.
Последние годы XVII столетия Аддисон провёл в Оксфорде, где сначала учился, а потом преподавал сам. Там сохранилась аллея Аддисона, по которой любил прогуливаться литератор. Его стихотворное послание к королю Вильгельму (1695) обратило на него внимание лорда-хранителя печати и графа Галифакса — двух влиятельных представителей партии вигов.
При финансовой поддержке своих покровителей Аддисон предпринял в 1699—1704 гг. продолжительное путешествие по Европе. Во время пребывания в Италии Аддисон направлял на родину стихотворные послания и заметки в прозе. Опубликованному в 1697 г. драйденовскому переводу «Георгик» Вергилия было предпослано вступительное слово Аддисона.

## На правительственной службе
По возвращении в Лондон (1704) Аддисон был принят в члены литературно-политического кружка вигов, в который помимо его покровителей входили видные драматурги Уильям Конгрив и Джон Ванбру. В августе до Лондона дошли новости о великой победе герцога Мальборо под Бленгеймом. Аддисон отозвался на известие восторженной одой, которая получила высокую оценку в кругах вигов и доставила автору лестное предложение занять в правительстве синекуру, ставшую вакантной после смерти Джона Локка. 

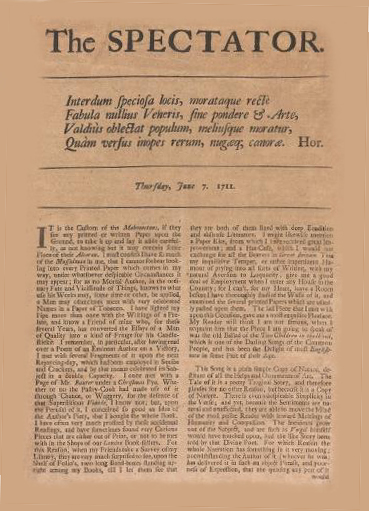
Выпуск журнала «Спектейтор» от 7 июня 1711 г.

Когда в мае 1705 г. виги одержали победу на выборах, перед Аддисоном открылись новые перспективы. Он занял пост заместителя государственного секретаря и возобновил знакомство со Стилом. Последнему он не только помогал при написании пьесы «Нежный муж», но и обеспечил для него место издателя правительственной «Лондонской газеты». В 1708 г. он избрался в парламент, однако на исходе года отбыл в Ирландию в качестве секретаря ирландского наместника графа Уортона.

## «Tatler» и «Spectator»
Во время пребывания Аддисона в Ирландии его товарищ Стил стал трижды в неделю выпускать сатирико-нравоучительный журнал «Tatler» («Болтун»), призванный представлять лондонской публике наглядные примеры джентльменского поведения и хорошего вкуса. Аддисон время от времени пересылал Стилу для публикации собственные материалы, а после возвращения в Лондон зимой 1709 г. взял на себя бремя сочинения всех публиковавшихся в «Татлере» статей.
Издание журнала продолжалось до конца 1710 года. После поражения вигов на выборах Аддисон распределял своё время между парламентской деятельностью и общением с завсегдатаями клуба «Кит-кэт», среди которых ему в этот период был особенно близок Джонатан Свифт (впоследствии он перешёл в стан тори). Успех «Татлера» вдохновил Стила и Аддисона на издание нового журнала в том же духе. На этот раз инициатива принадлежала Аддисону, который видел задачу издания в том, чтобы «вывести Просвещённость из чуланов и библиотек, школ и университетов и поселить её в клубах и ассамблеях, в кофейнях и за чайными столиками».
Этот модный журнал, выходивший под названием «Spectator» («Наблюдатель», «Зритель») практически ежедневно с марта 1711 по декабрь 1712 г., представлял читателям не только политические новости, литературные новинки, обзоры последних веяний в мире моды, но и серьёзные критические разборы. Издатели стремились не столько потакать вкусам публики, сколько возвышать их уровень. Перед читателями «Наблюдателя» проходили галереи модных чудаков, сопровождаемые забавными карикатурами. Особенным успехом пользовались еженедельные эссе Аддисона о мильтоновском «Потерянном рае» — произведении, в то время почти забытом.
Ежедневно по Лондону расходилось до 3000 экземпляров «Наблюдателя», что по тем временам было рекордом, а после закрытия журнала его 555 номеров были переизданы в семи книжках. В 1714 г. Аддисон при содействии двух помощников сочинил и издал ещё 80 номеров «Наблюдателя». На протяжении всего XVIII века издание Аддисона и Стила оставалось образцом общественно-публицистического журнала — ему подражали во Франции, России и других уголках Европы.

## Последние годы

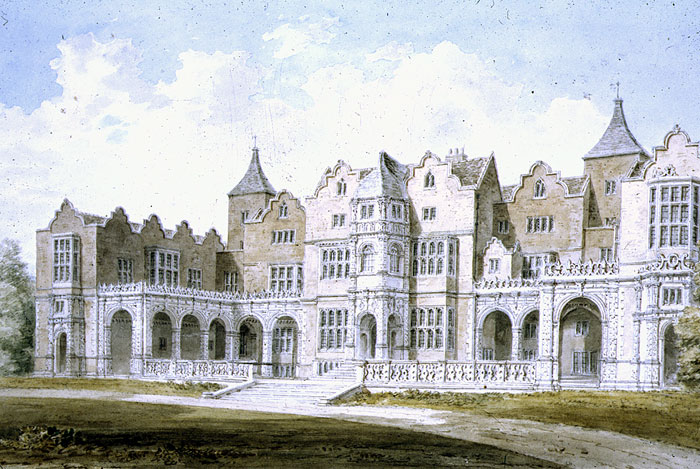
Холланд-хаус, где умер Аддисон.

В апреле 1713 г. королевский театр Друри-Лейн поставил трагедию Аддисона «Катон». Постановка наделала много шума и не сходила с английских подмостков до конца столетия. «Катона» подняли на свой щит как тори, так и виги: первые видели в выведенной Аддисоном фигуре Цезаря воплощение удачливого, но опасного для страны полководца, то есть Мальборо; вторые восхваляли фигуру Катона как защитника национальных свобод от тирании иноземных нравов.
Смерть королевы Анны в 1714 году создала предпосылки для возвращения Аддисона к государственной деятельности. До приезда из Ганновера будущего Георга I Аддисон исполнял обязанности секретаря при регентах, а в 1717 г. был назначен государственным секретарём Южного департамента. Женившись на вдове графа Уорика, Аддисон водворился в её роскошной кенсингтонской резиденции Холланд-хаус.
В связи с новыми обязанностями литературная деятельность Аддисона пошла на спад, а его отношения с соратниками по издательской деятельности стали портиться. Комедия «Барабанщик», вдохновленная историей о мистических событиях в Тедуорте, была поставлена в Друри-Лейн на условиях анонимности автора. В первой половине 1716 г. Аддисон публиковал свои эссе на политические темы. Со Стилом он рассорился из-за билля о правах пэрства, меж тем как язвительный сатирик Поуп вывел его в самом неприглядном виде в своём стихотворном «Послании доктору Арбутноту» (известном русскому читателю по переложению И. И. Дмитриева).
Джозеф Аддисон умер в Лондоне в возрасте 47 лет. Похоронили его в Вестминстерском аббатстве подле могилы лорда Галифакса. Похвалы доктора Джонсона, которых удостоились эссе Аддисона, посмертно возвели его в число самых авторитетных и, по оценке Британской энциклопедии, влиятельных мастеров англоязычной прозы.